# Кьониг Алберт (линеен кораб, 1912)
Кьониг Алберт (на немски: SMS Konig Albert) е линеен кораб на Германския императорски военноморски флот. Кораб от типа линейни кораби „Кайзер“. Взема участие в Първата световна война. Кръстен е в чест на краля на Саксония Алберт.
„Кьониг Алберт“, както и четирите други еднотипни му линкора, участва във всички основни операции през войната, по време на Ютландското сражение, от 31 май – 1 юни 1916 г., се намира в сух док, за ремонт.
Линкорът „Кьониг Алберт“, през октомври 1917 г. взема участие в Операция „Албион“, нападението над принадлежащите на Руската република острови в Рижкия залив.
След поражението на Германия и подписването на Примирието, през ноември 1918 г., „Кьониг Алберт“, както и болшинството големи бойни кораби от Флота на откритото море, е интерниран от британския Кралски флот в Скапа Флоу. Корабите са разоръжени, а техните екипажи съкратени. На 21 юни 1919 г., малко преди подписването на Версайския договор командващият интернирания флот, контраадмирал Лудвиг фон Ройтер, издава заповед за потопяването на флотата, за да станат собственост на англичаните. „Кьониг Алберт“ е изваден през 1935 г. и разкомплектован за метал през 1936 г.